# آرامگاه تیموری

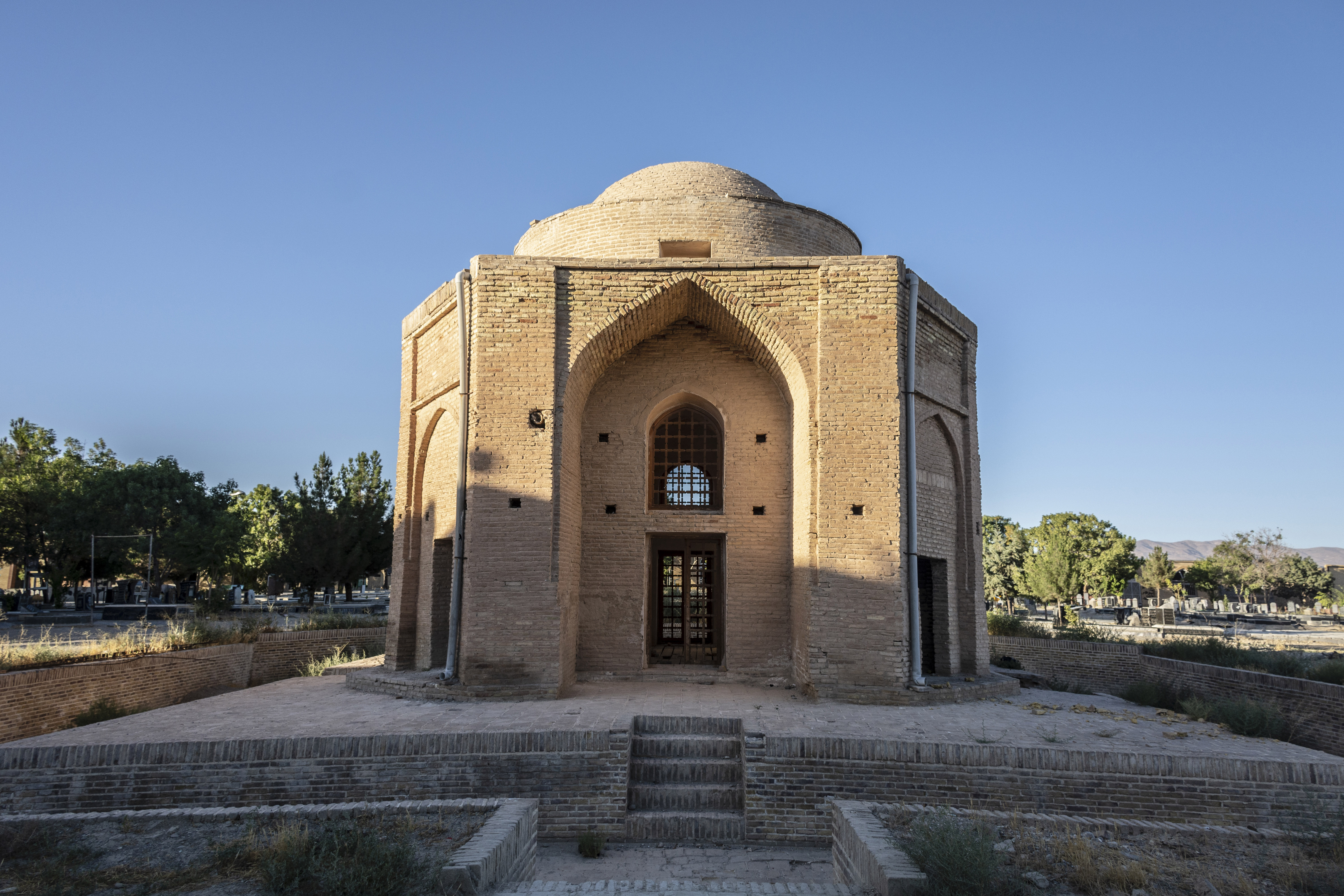
آرامگاه تیموری.

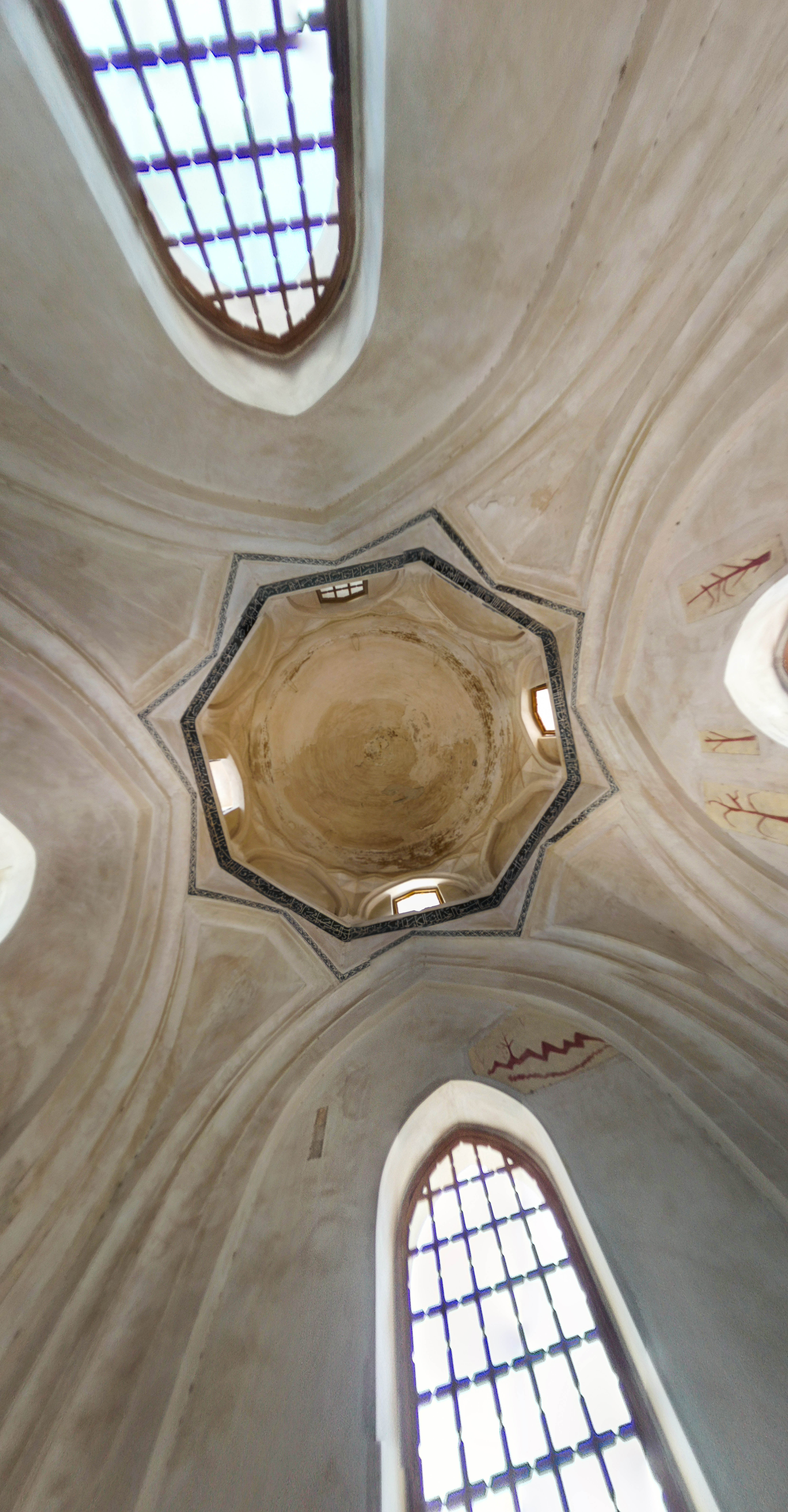
داخل آرامگاه تیموری.

آرامگاه تیموری بنایی تاریخی در ۶ کیلومتری شیروان است. در خصوص شخص مدفون در این آرامگاه، اختلاف‌هایی وجود دارد.

## موقعیت
این بنای تاریخی در ۶ کیلومتری شیروان و در قسمت شمال شرقی مقبره امام زاده حمزه رضا (ع) واقع شده‌است. مقبره تیموری شیروان، در زیر، دارای نقب‌هایی به طرفین است. عده‌ای از آگاهان معتقدند که یکی از این نقب‌ها تا روستای قلعه زو، در ۲۰ کیلومتری بنای مقبره، امتداد داشته‌است که آثار آن دقیقاً مشخص نمی‌شود؛ ولی تا فاصله ۲۰۰ متری ادامه دارد؛ و در بلندیهای روستای قلعه زو می‌توان آثار باقی مانده از قلعه ساخته شده در زمان تیموریان را مشاهده کرد.

## تاریخچه
بنای مقبره، مربوط به دوران تیموریان و حدود سال ۷۸۵ هـ.ق. است.

## معماری
ساختمان مقبره خشتی و نمای خارجی آن هشت ضلعی است. قسمت داخلی بنای مذکور، چهار گوشه است. این مقبره گنبدی دارد که ارتفاع آن از قسمت فوقانی بنا ۵/۲ متر است. ضمناً قسمت داخلی بنا، گچ بری و بالای سردرها، دور تا دور، به رنگ فیروزه‌ای، گچ بری و کتیبه‌نویسی شده‌است که آثار آن به خوبی مشاهده می‌شود.

## آرامگاه

### دیدگاه اول
مقبره تیموری، متعلق به یکی از سرداران معروف امیر تیمور گورکانی است. مقبره دارای سنگ قبر سیاه رنگی بوده که دزدیده شده‌است. بر دو روی سنگ، خطوطی حک شده بوده که به علت ساییدگی دقیقاً خوانده نمی‌شده؛ اما کلمه «عید خواجه» تا اندازه‌ای واضح‌تر از بقیه خطوط بوده‌است. (در کتب تاریخی، از عید خواجه به عنوان یکی از سرداران تیمور نام برده شده‌است.

### دیدگاه دوم
عده دیگری از محققان اعتقاد دارند که این بنا، احتمالاً از دوره شاهرخ میرزا، فرزند تیمور بر جای مانده‌است.

### دیدگاه سوم
بعضی از معمرین، مقبره مذکور را به شیخ تیمور نسبت می‌دهند که نمی‌تواند مورد قبول باشد؛ زیرا طبق وقف نامه موجود امام زاده حمزه رضا (ع) به تاریخ «شهر ذیقعده الحرام سنه ۱۰۴۵ هـ.ق.» که با خط بسیار زیبایی نگاشته شده‌است. واقف املاک، شخصی به نام امیر محمد شیخ تیموری، پسر شیخ حسن تیموری از اعقاب میر درویش حسن زیارتی، متولی و خادم امام زاده حمزه رضا (ع) ذکر شده که بیش از ۲۰ نفر از بزرگان و معتمدان محلی وقت، این وقف نامه با ارزش را امضاء و مهر کرده‌اند. البته این احتمال وجوددارد که جنازه میردرویش حسن ـ جد بزرگ شیخ تیمور ـ را داخل مقبره تیموری دفن کرده باشند.